# Pro176
Pro176 ou Profecy, de son vrai nom Rudy Dougbe, né le 29 juillet 1976 à Paris, est un graffeur, artiste peintre et rappeur français. Il réside et travaille à Valence, en Espagne.

## Biographie
Pro176 est né le 29 juillet 1976 dans le douzième arrondissement de Paris. En 1978, il déménage avec sa famille à Choisy-le-Roi, dans le Val-de-Marne, où il passera son enfance et adolescence. Dès l'âge de 5 ans, il se passionne pour le dessin en recopiant les super-héros dessinés par Jack Kirby dans les comics que lui offre sa mère[source insuffisante]. En 1989, il découvre le graffiti lors d'une performance des deux graffeurs, Mode2 et Colt, pendant le festival 89 jeunes pour l'égalité. Évoluant dans un environnement social fortement imprégné de culture hip-hop, il se consacre très tôt à la fois au graffiti et au rap. En 1994, après avoir visionné le clip You Can't Stop the Prophet de Jeru the Damaja, il commence à signer ses tags du pseudonyme de Pro et se baptisera, par la suite, Profecy, son nom de rappeur[source secondaire souhaitée].
En 1996, il rejoint la Grim-Team, un collectif d’artistes urbains, composé entre autres d’Oeno, Chaze, Turs et du photographe Armen. Il se rebaptise l’année suivante Pro176, en référence au graffiti new-yorkais, et participe, aux côtés notamment de Sozyone, Kool Recto, Kool Func 88, Byz et Gold Jaba, à la fondation des Ultra Boys International, un groupe de graffeurs délaissant les codes traditionnels du graffiti et se réclamant d’une avant-garde imprégnée d’influences diverses telles que les comics Marvel, l’abstraction, le constructivisme alphabétique, le futurisme ou le cubisme.
En parallèle à ses activités de graffeur, Pro176 se consacre à sa carrière de rappeur jusqu’à la fin des années 2000. Ayant grandi à Choisy-le-Roi auprès de rappeur comme Demon One où encore LAS Montana, il est un membre du groupe Intouchable et du collectif Mafia K'1 Fry de la première heure. Néanmoins il va s'en éloigner vers ses 17~18 ans suite a notamment la mort de Mohamed Camara, un ami d'enfance de Profecy et cousin du rappeur Oxmo Puccino,de plus il considérait que "ça commençait à bien vriller dans le quartier".  Proche du groupe de rap Assassin, il participe aux différentes tournées du groupe. En 2003, sous le nom de Profecy, il publie son premier album intitulé Le Cri des briques, en collaboration avec DJ Duke[source secondaire souhaitée]. Début 2008, il publie Vocabulaire granit, prélude de 16 titres à son deuxième album Galactik[source secondaire souhaitée], publié le 14 septembre 2009 chez Livin'Astro. Sur cet album de 15 titres, on retrouve[style à revoir] Kokane, Rockin Squat, Napoleon Da Legend mais aussi d’autres graffiti-artistes comme Rues ou encore Dead.
En 2009, Pro176 met sa carrière de rappeur en suspens afin de se consacrer pleinement à la peinture[source secondaire souhaitée]. La même année, alors qu’il est à la recherche d’un atelier de travail, il fait la rencontre du graffiti-artiste new-yorkais Seen qui lui propose d’intégrer le Seen Studios à Paris. Aux côtés de Seen, il apprend à manier le pinceau et à utiliser la peinture acrylique.
En 2014, il sort sa première monographie Cosmonometry,.

## Discographie

### Apparitions
- 1998 : Par Temps de Pénurie (sur l'album Le Jour PY de Pyroman)
- 1999 : Sombre Poésie (sur Hostil 2000 Volume 1)
- 2000 : Condamné (sur l'album Touche d'Espoir d'Assassin)
- 2000 : Ruining The Show (sur l'album de Kickback Les 150 Passions Meurtrières)
- 2001 : Entre l'Index et l'Annulaire (sur l'album de La Caution Asphalte Hurlante)
- 2001 ; Le Peuple Nous Connais (sur le maxi de la Bande des 4 L'Avant Garde vol. )
- 2003 : Putes en Air Max (sur l'album Allez tous vous faire mettre des ldfdp aka Les Deux Fils De Putes)
- 2004 : Libre (Remix) (sur l'EP Libre vs. Démocratie Fasciste de Rockin' Squat)
- 2004 : Menace Crew (Remix) (sur la compilation Police de Menace Record)
- 2007 : L'Undaground s'exprime Chapitre 4 (sur l'EP Too Hot For TV de  Rockin' Squat)
- 2010 : Livin'Astro (sur l'album Confessions d'un Enfant du Siècle Vol 3 de  Rockin' Squat)
- 2011 : P.r.o sur p.m.p (freestyle) (sur la compile PMP Vol.2 -Paris/Marseille Project- de Dk Prod)

## Expositions

### Expositions solos
- 2014 : Liquid Mecanism, Pure Evil Gallery, Londres
- 2013 : Rocket on the Battlefield, Galerie Openspace, Paris
- 2013 : Planet Distortium, Montana Gallery, Montpellier
- 2012 : Astromorphing, Galerie Célal, Paris
- 2010 : Pencils & Inks 3008, Espace Trinity, Bruxelles
- 2010 : The Fence, Yard 5, Berlin
- 2009 : Kidnap the Time, Galerie We're of Artbox, Bruxelles

### Expositions collectives
- 2014 : Sur nos murs, Galerie Association d'Idées, Marseille
- 2014 : Powers of Abstraction (duo avec Cope2), Galerie David Pluskwa, Marseille
- 2014 : Mister Freeze Nite & Day, Toulouse
- 2014 : Love etc., Galerie David Pluskwa, Marseille
- 2013 : From Line Into Abstraction, Yves Laroche, Montréal
- 2013 : Urban Art Biennale 2013, Völklinger Hütte, Völklingen
- 2012 : Outline, Montana Gallery, Montpellier
- 2012: Graffity Therapy, Galerie Openspace, Paris
- 2012 : Urban Brains, Galerie Célal, Paris
- 2012 : Sur papier, Galerie Célal, Paris
- 2012 : Suspect, Galerie Schönek, Bâle
- 2011 : Faire le mur, Lieu Unique, Nantes
- 2011: Trains of Fame, Galerie Oberkampf, Paris
- 2009 : Grim Team, Galerie A, Bordeaux
- 2009 : TAG, Grand Palais, Paris
- 2006 : Overlords II, Alice Gallery, Bruxelles
- 2004 : Cosmics, La Fonderie, Bagnolet